# Frankenstein

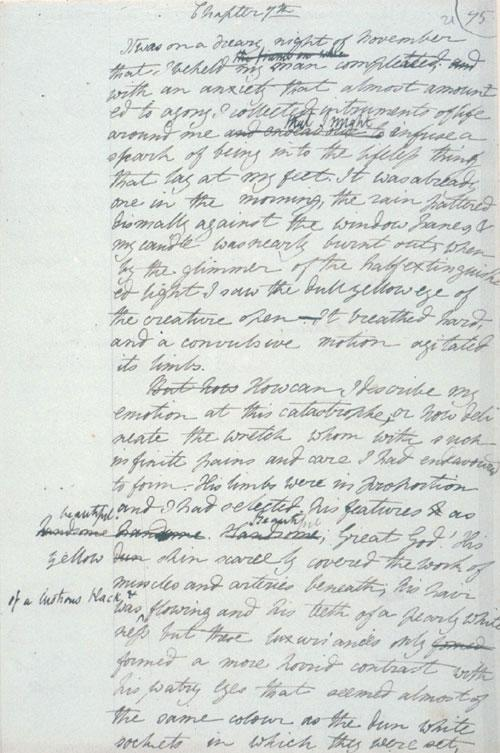
Strona z rękopisu powieści

Frankenstein (ang. Frankenstein; or, The Modern Prometheus – Frankenstein, czyli współczesny Prometeusz; /fræŋ.kən.ʃta͜in/ lub, angielska /ˈfræŋ.kən.staɪn/) – powieść angielskiej pisarki i poetki okresu romantyzmu Mary Wollstonecraft Shelley z 1818 roku. Pisarz SF Brian Aldiss uważał Frankensteina za pierwszą powieść SF lub przynajmniej zapowiedź tego gatunku.
Powieść doczekała się wielu przeróbek i adaptacji filmowych, których większość zniekształcała lub spłycała pierwowzór. Pierwsza ekranizacja powstała w 1910, najsłynniejsza – w 1931, a jedna z najbardziej udanych i wiernych oryginałowi – w 1994. Powieść Mary Shelley nie jest bowiem, jak filmowe produkcje hollywoodzkie, prostym dziełem obliczonym na efekt grozy. Wymowa powieści obraca się wokół dylematu moralnego równania się człowieka z Bogiem-stwórcą, kwestią prawa stwórcy do decydowania o losach stworzonej przez siebie istoty oraz zasadniczego tematu: odrzucenia stwora przez ludzi, gdyż dla nikogo nie liczyła się jego bezinteresowność i dobre serce, a to ludzki strach, odraza i obrzydzenie uczyniły z niego prawdziwego potwora.

## Fabuła
Akcja powieści rozgrywa się pod koniec XVIII w. w Europie Zachodniej (głównie w Szwajcarii – Genewie i Lucernie) i na Oceanie Arktycznym. Jest to tragiczna historia naukowca-filozofa Wiktora Frankensteina usiłującego rozwikłać zagadkę śmierci. Efektem jego wieloletnich poszukiwań i badań naukowych jest odkrycie możliwości stworzenia życia w martwym ciele. Jego eksperyment kończy się tragicznie – w miejsce ideału powstaje monstrum, wprawdzie inteligentne i wykazujące ludzkie odruchy, jednak nie potrafiące się odnaleźć w otaczającej rzeczywistości (ze względu na jego wygląd ludzie się go boją i uciekają albo go atakują). Z braku zapoznania monstrum ze światem rzeczywistym, potwór nie rozumie aktualnych okoliczności i wzbudza przerażenie w napotkanych ludziach. Stwór, podążając i prześladując swojego stwórcę w imię zemsty, doprowadza w końcu do śmierci najbliższych Frankensteina i jego samego.

## Okoliczności powstania
Autorka napisała swoją powieść zainspirowana odkryciami naukowymi (m.in. Giovanniego Aldiniego) swojej epoki i jej duchem filozoficzno-artystycznym. Sama koncepcja książki zrodziła się w willi Diodati nad Jeziorem Genewskim 16 czerwca 1816 podczas spotkania towarzyskiego Shelleyów z lordem Byronem i Johnem Polidori. Towarzystwo spędzało czas w domu, m.in. racząc się opowieściami grozy, bo lato roku 1816 było wyjątkowo deszczowe i chłodne (w rezultacie potężnej erupcji wulkanu Tambora na wyspie Sumbawa w Indonezji). Praca nad spisaniem historii młodego naukowca i jego dzieła zabrała pisarce blisko dwa lata.
Początkowo Shelley chciała zacząć powieść od piątego rozdziału, jednak przebudowała powieść za namową męża.

Spędziłam lato 1816 roku w okolicach Genewy. Było wyjątkowo zimno i deszczowo i wieczorami zbieraliśmy się przy kominku, delektując niemieckimi opowiadaniami o duchach. Te baśnie budziły w nas chęć, by je naśladować. Dwoje przyjaciół [...] oraz ja postanowiliśmy, każde z osobna wymyślić historię opartą na fenomenach nadprzyrodzonych.

## Inspiracje
Istnieją pewne przypuszczenia co do związku dzieła Mary Shelley z niemiecką miejscowością Frankenstein (obecnie Ząbkowice Śląskie) na Dolnym Śląsku i aferą grabarzy z 1606 roku, która mogła wpłynąć inspirująco na pisarkę. Mogłoby to wyjaśnić etymologię tytułu i analogię z nazwą miejscowości. W latach 1996–2016 w Ząbkowicach Śląskich organizowany był festiwal grozy i horroru pod nazwą „Weekend z Frankensteinem”, nawiązujący do tytułowego bohatera powieści Mary Shelley.

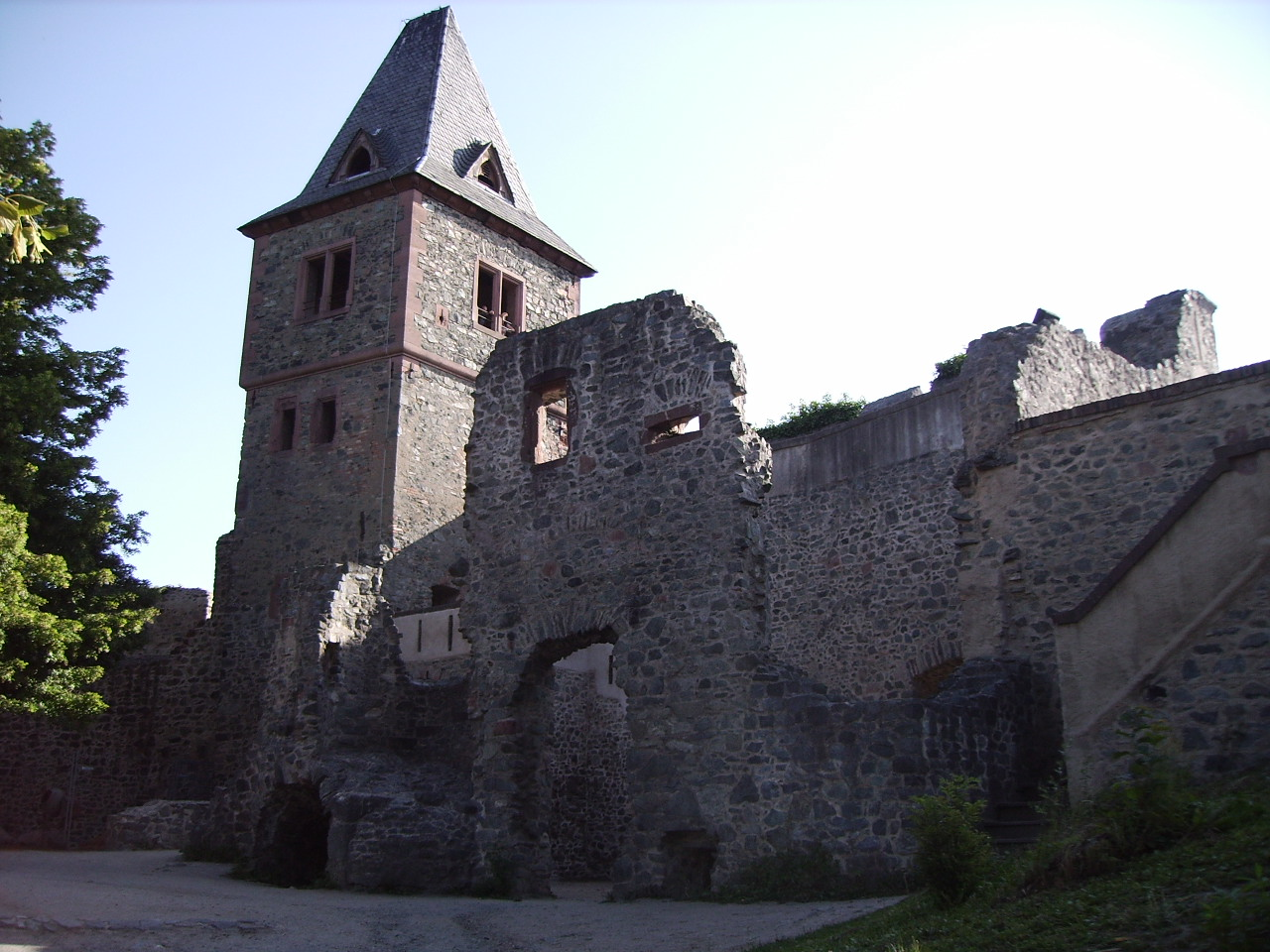
Zamek Frankenstein na południe od Eberstadt

Według innych przypuszczeń prawzorem Frankensteina był alchemik Johann Konrad Dippel, który urodził się na zamku Frankenstein, położonym około kilometra na południowy wschód od Eberstadt, dzielnicy Darmstadt oraz około 0,5 km na zachód od miejscowości Nieder-Beerbach w gminie Mühltal (Hesja). Wewnątrz kaplicy zamkowej znajdują się kamienie płyty grobowe von Frankensteinów i wspaniałe mauzoleum Ludwiga von Frankensteina (zm. 1602).

## Konstrukcja powieści
Kompozycja powieści jest klamrowa. Narracja jest zmienna i przyjmuje różne formy. Perspektywa kapitana Waltona jest przedstawiona głównie poprzez listy kierowane do siostry. Victor Frankenstein jest przedstawiony poprzez autobiograficzne rozdziały, opowiadane przez potwora. Według Briana W. Aldissa ryzykowna podróż kapitana może stanowić paralelę dla wyprawy Frankensteina.

## Ekranizacje wybrane
- Frankenstein – ekranizacja z 1910 r.
- Frankenstein – ekranizacja z 1931 r.
- Przekleństwo Frankensteina – film z 1957 r.
- Młody Frankenstein – film z 1974 r.
- Frankenstein – ekranizacja z 1994 r.
- Victor Frankenstein – ekranizacja z 2015 r.
- The Frankenstein Chronicles – serial z 2015 r.

Oprócz wyżej wymienionych ekranizacji powstawały też liczne sequele i parodie opowiadające o potworze Frankensteina lub jego twórcy. Filmy te jednak nie miały już wiele wspólnego z pierwowzorem literackim.

## Polskie przekłady
Przekład Henryka Goldmana z 1925 r. wydawany był w XX w. Potem powstały tłumaczenia Pawła Łopatki (2005) i Macieja Płazy (2013).